# Gnaphalopoda varians
Gnaphalopoda varians är en skalbaggsart som beskrevs av Louis Jérôme Reiche 1860. Gnaphalopoda varians ingår i släktet Gnaphalopoda och familjen Melolonthidae. Inga underarter finns listade i Catalogue of Life.